# Cultura Indipendenza II
La cultura Indipendenza II è la cultura di un antico popolo che visse nell'estrema Groenlandia settentrionale (nel territorio dell'ex contea di Avannaa) tra l'VIII e il I secolo a.C.; questa civiltà nacque nella stessa zona della cultura Indipendenza I, caduta sei secoli prima, e convisse con la cultura Dorset della Groenlandia meridionale, che però sorse e decadde leggermente dopo.